# 天主教卢塞纳教区
天主教卢塞纳教区 （拉丁語：Dioecesis Lucenensis）是菲律賓一個羅馬天主教教區，屬天主教利巴总教区。轄區包括奎松省中西部。
2006年有教友834,322人、32個堂區、93名司鐸。現任教區主教為埃米利奧·馬克斯，主教座堂聖費爾南多座堂。
1950年3月28日升為教區。